# Dram armenio
El dram (en armenio, Դրամ) es la moneda de Armenia. Se divide en 100 luma (լումա). Fue introducido en 1993 para reemplazar al rublo ruso al cambio de 1 dram = 200 rublos. El código ISO-4217 para el dram es AMD. La palabra dram en armenio proviene del griego «dracma» (δραχμή).

## Historia

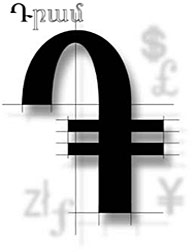
Signo del dram armenio, basado de la letra armenia D.

Las primeras monedas de plata a las que se llamó "dram" pertenecen al periodo comprendido entre 1199 a 1375.
Posteriormente circuló en la República Democrática de Armenia y en la República Socialista Soviética de Armenia el rublo armenio (ռուբլի) entre 1919 y 1923. Esta moneda reemplazó al rublo transcaucásico y fue sustituido de nuevo cuando Armenia entró a formar parte de la República Socialista Federativa Soviética de Transcaucasia junto a Georgia y Azerbaiyán.
Los billetes emitidos por la República Democrática tenían valores de 5.000 y 10.000 rublos, muchos de ellos escritos en alfabeto cirílico. Sin embargo, las denominaciones de 50, 100 y 250 rublos impresos en el Reino Unido aparecían en armenio. Los billetes emitidos por la RSS de Armenia tenían denominaciones entre 5.000 y 5.000.000 de rublos, en los que aparecían textos escritos en armenio y ruso conjuntamente con símbolos comunistas. 
El 21 de septiembre de 1991 Armenia se independizó de la Unión Soviética, y el 27 de marzo de 1993 se creó el Banco Central de Armenia durante el gobierno de Isahak Isahakyan; sin embargo, los antiguos billetes de rublo siguieron siendo de curso legal hasta noviembre de 1993. La nueva moneda entraría en circulación el 22 de noviembre de 1993. Se imprimieron billetes de 10, 25, 50, 100, 200 y 500 dram, y en enero de 1994 el Banco Central comenzaría con la acuñación de monedas de 10, 20, 50 luma y 1, 3, 5 y 10 dram. Los billetes de 1.000 y 5.000 dram se emitieron entre 1994 y 1995. Más tarde se emitiría un billete de 20.000 dram y otro de 50.000 para conmemorar la adopción del cristianismo en Armenia.

### Signo de dram armenio
Como resultado de la práctica comercial común y el patrón único de las letras armenias, la forma del signo y sus variaciones aparecieron en los rayados comerciales (diarios). Hasta el respaldo oficial del letrero, varios artistas y empresarios lo desarrollaron y ofrecieron diversas formas. Ahora el símbolo dram está incluido en el estándar armenio para los caracteres y símbolos nacionales y en las fuentes informáticas armenias. El signo estándar actual para el dram armenio (֏, imagen: ֏; armenio: ִրִ֡; código: AMD) fue diseñado en 1995. En Unicode, está codificado en U+058F ֏ SIGNO DE DRAM ARMENIO.

## Monedas
El dram fue puesto en circulación tres años más tarde de la independencia de Armenia. En 1994 fue puesta en circulación la primera serie de monedas que contaba con estos valores: 10 luma, 20 luma, 50 luma, 1 dram, 3 dram, 5 dram, 10 dram. Todas las monedas de la primera serie eran de aluminio. En 2003, luego de que el territorio de Nagorno-Karabaj se separara de Azerbaiyán, se introdujo una serie nueva, que es la que circula en la actualidad. 

### Primera serie de monedas
Las primeras monedas que circularon desde 1993 hasta 2004 fueron:
| Denominación | Emisión | Metal | Diámetro (mm) | Peso (g) | Canto    | Anverso                  | Reverso                                  | Imagen |
| ------------ | ------- | ----- | ------------- | -------- | -------- | ------------------------ | ---------------------------------------- | ------ |
| 10 Luma      | 1994    | Al    | 16,00         | 0,59     | Liso     | Escudo de armas ՀԱՅԱՍՏԱՆ | 10 ԼՈՒՄԱ año de acuñación                |        |
| 20 Luma      | 1994    | Al    | 18,00         | 0,75     | Liso     | Escudo de armas ՀԱՅԱՍՏԱՆ | 20 ԼՈՒՄԱ año de acuñación                |        |
| 50 Luma      | 1994    | Al    | 20,00         | 0,93     | Liso     | Escudo de armas ՀԱՅԱՍՏԱՆ | 50 ԼՈՒՄԱ año de acuñación                |        |
| 1 Dram       | 1994    | Al    | 22,00         | 1,39     | Estriado | Escudo de armas ՀԱՅԱՍՏԱՆ | 1 ԴՐԱՄ Ramas de laurel año de acuñación  |        |
| 3 Dram       | 1994    | Al    | 24,00         | 1,63     | Estriado | Escudo de armas ՀԱՅԱՍՏԱՆ | 3 ԴՐԱՄ Ramas de laurel año de acuñación  |        |
| 5 Dram       | 1994    | Al    | 26,00         | 1,98     | Estriado | Escudo de armas ՀԱՅԱՍՏԱՆ | 5 ԴՐԱՄ Ramas de laurel año de acuñación  |        |
| 10 Dram      | 1994    | Al    | 28,00         | 2,30     | Estriado | Escudo de armas ՀԱՅԱՍՏԱՆ | 10 ԴՐԱՄ Ramas de laurel año de acuñación |        |

### Segunda serie de monedas
Las monedas actualmente en circulación poseen las siguientes características:
| Denominación | Circula desde | Metal       | Metal       | Diámetro (mm) | Peso (g) | Canto                | Anverso                                                                       | Reverso  | Imagen |
| Denominación | Circula desde | Anillo      | Centro      | Diámetro (mm) | Peso (g) | Canto                | Anverso                                                                       | Reverso  | Imagen |
| ------------ | ------------- | ----------- | ----------- | ------------- | -------- | -------------------- | ----------------------------------------------------------------------------- | -------- | ------ |
| 10 Dram      | 2004          | Al          | Al          | 20,00         | 1,30     | Estriado             | Escudo de armas ՏԱՍԸ ԴՐԱՄ ՀԱՅԱՍՏԱՆԻ ՀԱՆՐԱՊԵՏՈՒԹՅՈՒՆ año de acuñación          | 10 ԴՐԱՄ  |        |
| 20 Dram      | 2003          | Acero+Cu    | Acero+Cu    | 20,50         | 2,75     | Liso                 | Escudo de armas ՔՍԱԼ ՂՐԱՄ ՀԱՅԱՍՏԱՆԻ ՀԱՆՐԱՊԵՏՈՒԹՅՈՒՆ año de acuñación          | 20 ԴՐԱՄ  |        |
| 50 Dram      | 2003          | Acero+Latón | Acero+Latón | 21,50         | 3,50     | Liso                 | Escudo de armas ՀԻՍՈՒՆ ԴՐԱՄ ՀԱՅԱՍՏԱՆԻ ՀԱՆՐԱՊԵՏՈՒԹՅՈՒՆ año de acuñación        | 50 ԴՐԱՄ  |        |
| 100 Dram     | 2003          | Acero+Ni    | Acero+Ni    | 22,50         | 4,00     | Estriado             | Escudo de armas ՀԱՐՅՈՒՐ ԴՐԱՄ ՀԱՅԱՍՏԱՆԻ ՀԱՆՐԱՊԵՏՈՒԹՅՈՒՆ año de acuñación       | 100 ԴՐԱՄ |        |
| 200 Dram     | 2003          | Cu+Ni+Zn    | Cu+Ni+Zn    | 24,00         | 4,50     | Estriado             | Escudo de armas ԵՐԿՈՒ ՀԱՐՅՈՒՐ ԴՐԱՄ ՀԱՅԱՍՏԱՆԻ ՀԱՆՐԱՊԵՏՈՒԹՅՈՒՆ año de acuñación | 200 ԴՐԱՄ |        |
| 500 Dram     | 2003          | Cu+Ni+Zn    | Cu+Ni       | 22,00         | 5,00     | Estriado discontinuo | Escudo de armas ՀԻՆԳ ՀԱՐՅՈՒՐ ԴՐԱՄ ՀԱՅԱՍՏԱՆԻ ՀԱՆՐԱՊԵՏՈՒԹՅՈՒՆ año de acuñación  | 500 ԴՐԱՄ |        |

## Billetes

### Primera serie de billetes (1993–1998)
Esta primera serie de billetes circuló desde la caída de la URSS hasta el año 2005.
| Anverso | Reverso | Valor      | Color                  | Dimensiones | Descripción del anverso                                           | Descripción del reverso                |
| ------- | ------- | ---------- | ---------------------- | ----------- | ----------------------------------------------------------------- | -------------------------------------- |
|         |         | 10 Dram    | Marrón/Púrpura         | 125 x 62 mm | Estación central de trenes de Ereván Estatua de David Sassoon     | Monte Ararat                           |
|         |         | 25 Dram    | Amarillo/Marrón        | 125 x 62 mm | Tabla cuneiforme de Urartu León del Castillo de Erebuni           | Ornamentos                             |
|         |         | 50 Dram    | Azul/Rojo              | 125 x 62 mm | Galería nacional de Armenia Museo Nacional de Historia de Armenia | Parlamento armenio                     |
|         |         | 100 Dram   | Azul/Púrpura           | 135 x 65 mm | Monte Ararat y Catedral de Zvartnots                              | Teatro de la Ópera de Armenia          |
|         |         | 200 Dram   | Amarillo/Violeta       | 135 x 65 mm | Catedral de Ejmiatsin                                             | Ornamentos                             |
|         |         | 500 Dram   | Verde/Marrón           | 135 x 65 mm | Monte Ararat Tetradracma de Tigranes II el Grande                 | Ornamentos                             |
|         |         | 1.000 Dram | Marrón/Naranja         | 145 x 68 mm | Estatua de Mesrob Mashtots Matenadaran                            | Monumento en la ciudad medieval de Ani |
|         |         | 5.000 Dram | Verde/Amarillo Púrpura | 145 x 71 mm | Templo de Garni                                                   | Cabeza de la diosa Anahit              |

### Segunda serie de billetes (1998–2017)
Actualmente, los billetes en circulación son los de 1.000, 2.000, 5.000, 10.000, 20.000, 50.000 y 100.000 dram. Los billetes de ֏50, ֏100 y ֏500 son raramente vistos en circulación; En su lugar, se utilizan monedas de ֏50, ֏100 y ֏500.
Se emitió un billete conmemorativo de ֏50,000 el 4 de junio de 2001 en conmemoración del 1,700 aniversario de la adopción del cristianismo en Armenia.
| Anverso | Reverso | Valor        | Color          | Dimensiones | Descripción del anverso | Descripción del reverso                                                                                            |
| ------- | ------- | ------------ | -------------- | ----------- | ----------------------- | --- |
|         |         | 50 Dram      | Rosa/Violeta   | 122 x 65 mm | Aram Jachaturián        | Escena del ballet Gayane Monte Ararat                                                                              |
|         |         | 100 Dram     | Azul           | 122 x 65 mm | Víktor Ambartsumián     | Observatorio Byurakan                                                                                              |
|         |         | 500 Dram     | Gris           | 129 x 72 mm | Alexander Tamanian      | Casa del Gobierno en Ereván                                                                                        |
|         |         | 1.000 Dram   | Verde          | 136 x 72 mm | Yeghishe Charents       | Ciudad antigua de Ereván                                                                                           |
|         |         | 5.000 Dram   | Amarillo/Verde | 143 x 72 mm | Hovhannes Tumanyan      | Paisaje de Lorri del pintor Martiros Saryan                                                                        |
|         |         | 10.000 Dram  | Violeta        | 150 x 72 mm | Avetik Isahakyan        | Antigua ciudad de Gyumri                                                                                           |
|         |         | 20.000 Dram  | Amarillo/Rojo  | 151 x 72 mm | Martiros Saryan         | Armenia de Martiros Saryan                                                                                         |
|         |         | 50.000 Dram  | Marrón/Rojo    | 160 x 79 mm | Catedral de Echmiadzin  | Gregorio I el Iluminador y Tiridates III de Armenia sosteniendo la Iglesia armenia Jachkar del Monasterio Kecharis |
|         |         | 100.000 Dram | Azul/Violeta   | 160 x 72 mm | Abgaro V de Edesa       | Tadeo de Edesa |

### Tercera serie de billetes
En 2018 se emitió una tercera serie de billetes de dram armenio. Todas las denominaciones de esta serie son las mismas que las de las emisiones anteriores, con el billete de 2000 dram como denominación recientemente introducida, el billete de 50.000 dram reeditado para esta serie y la omisión de los billetes de 50, 100, y 100.000 drams para esta emisión. Las nuevas series están impresas sobre sustratos híbridos de Louisenthal.
Las primeras tres denominaciones, ֏10.000, ֏20.000 y ֏50.000, se emitieron el 22 de noviembre de 2018. Las tres denominaciones finales, ֏1.000, ֏2.000 y ֏5.000 se emitieron el 25 de diciembre de 2018.
Se emitió un billete conmemorativo de ֏500 el 22 de noviembre de 2017 para conmemorar tanto la historia del Arca de Noé como el 25 aniversario de la moneda nacional de Armenia.
| Anverso | Reverso | Valor       | Dimensiones | Descripción del anverso | Descripción del reverso |
| ------- | ------- | ----------- | ----------- | --- | --- |
|         |         | 500 dram    | 130 × 72 mm | Reliquiar que contiene un fragmento del Arca de Noé (izquierda); grabado de Friedrich Parrot de la Catedral de Etchmiadzin con el Monte Ararat de fondo   | Grabado de Jacob Carolsfeld de Noé, sus familiares y animales contra el fondo del Monte Ararat                                                                   |
|         |         | 1.000 dram  | 130 × 72 mm | Paruyr Sevak y poemas | Casa Paruyr Sevak (museo), Zangakatun; estatua de sevak |
|         |         | 2.000 dram  | 135 × 72 mm | Tigrán Petrosián y Tablero de ajedrez | Casa de Ajedrez Tigran Petrosian (Ereván), estatua de Petrosyan                                                                                                  |
|         |         | 5.000 Dram  | 140 × 72 mm | William Saroyan y portadas de los libros de Saroyan, montaña                                                                                              | Estatua de Saroyan (Ereván) |
|         |         | 10.000 Dram | 145 × 72 mm | Komitas Vardapet | Seminario de Gevorgian y estatua de Komitas |
|         |         | 20.000 Dram | 150 × 72 mm | Iván Aivazovski | Museo de la Galería Nacional de Arte Aivazovsky y estatua de Aivazovsky                                                                                          |
|         |         | 50.000 Dram | 155 × 72 mm | Gregorio I el Iluminador manuscritos que cuentan la vida de San Gregorio, imágenes de la cúpula de la Catedral Madre de Santa Etchmiadzin y la cruz alada | Monasterio de Khor Virap (Capilla de San Gregorio), Llanura de Ararat, lápida de San Gregorio el Iluminador (Etchmiadzin), estatua de San Gregorio el Iluminador |